# نسل

گاه‌شمار نسل‌ها - سن بازنشستگی و امید به زندگی تقریبی است.

نَسل به انسان‌هایی که در یک دورهٔ زمانی زندگی کرده‌اند یا متولد شده‌اند و دارای اشتراکاتی هستند گفته می‌شود به‌طور معمول افرادی که به صورت میانگین در زمانی در حدود ۳۰ سال به دنیا آمدند و دوران نوجوانی، جوانی، میان‌سالی و سالخوردگی آنها از نظر اجتماعی، اقتصادی، سیاسی جامعه شرایط یکسانی داشته‌است، گفته می‌شوند.